# Циклозамикання
Циклозамикання (циклізація, циклоутворення) — перетворення, в яких окремий цикл утворюється внаслідок внутрішньомолекулярної циклізації відкритого ланцюга (1), або шляхом утворенням двох зв‘язків між окремим атомом субстрату й різними атомами реактанту (2), або між різними атомами субстрату й окремим атомом реагенту (3), або ж між різними атомами субстрату й реагенту (4).

## Номенклатура
Назва циклозамикань походить від відповідних ациклічних перетворень з додаванням префікса цикло. У внутрішньомолекулярних перетвореннях (1) субстрат і реагент є однією і тією ж частинкою, тому їхні назви зводяться до назв родових форм перетворень. Якщо в циклозамиканні, спричиненому приєднанням до кратного зв‘язку, місце приєднання, яке не містить циклозамикаючого зв‘язку, включається в новий цикл, префікс ендо може вставлятися перед назвою, а в іншому випадку використовують префікс екзо.
Курсивні атомні символи елементів з кожного кінця твореного нового зв‘язку(ів) розташовуються на початку назви в порядку зменшення атомної ваги. Для міжмолекулярних перетворень дві пари символів розділяються комами, а коли всі атоми вуглецеві — вони пропускаються.
Розмір циклу вказується в дужках перед назвою. При тому, для внутрішньомолекулярних перетворень розмір циклу подається одним числом. У перетвореннях, де два цикли розкриваються з утворенням одного більшого, або ж у зворотному процесі закриття, вказуються розмір одного циклу або обох, починаючи з меншого й розділяючи їх комою. Для міжмолекулярних перетворень два числа подаються у формі (m+n), де m є число атомів у кільці, яке походить від реагенту при циклозамиканні або втрачається субстратом при циклорозмиканні, а n є число, яке походить від субстрату при циклозамиканні або залишається в продукті при циклорозмиканні. В електроциклічних циклозамиканнях та циклорозмиканнях і в циклоприєднанні та циклоелімінуванні формальне перегрупування π-зв‘язків, яке супроводить перетворення, не входить у назву, але може вказуватися фразою в дужках.